# Лыков, Эдуард Евгеньевич
Эдуа́рд Евгеньевич Лыќов (бел. Эдуард Яўгенавіч Лыкаў; 15 марта 1960, Москва, РСФСР, СССР — ноябрь 2014, Минск, Республика Беларусь) — белорусский серийный убийца, в период с 2002 по 2011 годы убивший 5 человек. Все нападения совершал в состоянии алкогольного опьянения в квартирах своих жертв во время пьянок. Известен содержанием в одной камере с Павлом Селюном, а также осуждением за одно из его убийств невиновного человека. В 2013 году приговорён к смертной казни и в 2014 году расстрелян по приговору суда.

## Биография

### Жизнь до убийств
О биографии Эдуарда Лыкова известно крайне мало. Известно, что он родился в 1960 году в Москве. В молодости был женат, в семье родились сын и дочь. Сын Лыкова проживает в России, а дочь в Германии, связь с ними преступник не поддерживал. Предположительно в 1990-е годы Лыков ушёл из семьи и вместе с матерью перебрался из России в город Барановичи Брестской области, где и был официально прописан до своего задержания. Получил белорусское гражданство. Лыков вёл разгульный образ жизни, злоупотреблял спиртными напитками, нигде не работал, был неоднократно судим за кражу, грабёж, хулиганство и неуплату алиментов. В последние годы перед задержанием фактически являлся лицом без определённого места жительства.

### Серия убийств
Первое убийство Лыков совершил 10 октября 2002 года в деревне Кирши в окрестностях города Заславль Минского района Минской области. Как установило следствие, в тот день Эдуард Лыков распивал спиртные напитки в компании 38-летнего Виктора Гладкого в его доме. С Гладким Лыков познакомился, отбывая очередной срок в тюрьме. Во время возникшей ссоры Лыков начал избивать Гладкого, в том числе с применением деревянной палки и утюга, на крики прибежала престарелая мать потерпевшего и попыталась защитить сына. Тогда Лыков в приступе гнева нанёс женщине несколько ударов кухонным ножом, от которых она скончалась на месте. После чего, желая скрыть следы преступления и избавиться от свидетелей, Лыков перенёс ещё живого Гладкого на диван и нанёс ему несколько ударов топором, от которых потерпевший скончался. Тело женщины Лыков также положил на кровать в другой комнате, после чего покинул место преступления.
Через несколько часов домой вернулся брат Виктора Гладкого — Михаил, который по собственному признанию подумал, что «брат напился, убил мать и лёг спать», в приступе гнева Михаил нанёс своему уже мёртвому брату два удара топором по голове, после чего сам вызвал и «скорую помощь», и милицию. В милиции также ошибочно пришли к выводу о том, что сначала Виктор Гладкий в состоянии алкогольного опьянения зарезал свою мать, а затем вернувшийся Михаил Гладкий в приступе гнева убил своего спящего брата. В результате в 2003 году Михаил Гладкий был приговорён к 8 годам лишения свободы, а настоящий преступник остался безнаказанным.
В 2003 году Лыков начал сожительствовать с Натальей Кашперовой, также злоупотреблявшей спиртными напитками, в её квартире в посёлке Новая Гожа Гродненского района Гродненской области. 10 июня 2004 года он совершил второе убийство. В ходе совместного распития спиртных напитков с Кашперовой и гражданином Ф., Лыков приревновал его к своей сожительнице, в результате чего также убил, нанеся потерпевшему 11 ударов ножом в спину и три удара топором по голове, после чего расчленил тело и ночью вывез его в лес, где закопал. Он пригрозил Кашперовой убийством, если она расскажет кому-либо о случившемся. Однако отношения Кашперовой и Лыкова периодически портились. Он уходил из дома, но рано или поздно возвращался.
Во время одной из таких ссор, случившейся 19 марта 2011 года, Кашперова пригрозила, что расскажет о случившемся семь лет назад милиции, после чего потребовала, чтобы Лыков покинул квартиру. В ответ на это убийца нанёс женщине несколько ударов гантелей по голове, после чего задушил с помощью куска ткани. Труп Кашперовой Лыков поместил в ванную комнату, забросал одеждой и прожил в квартире ещё неделю, после чего уехал в Минскую область.
Переехав в посёлок Ждановичи Минского района Минской области, Лыков вскоре познакомился с 74-летним местным жителем по фамилии Григоренко. Вечером 18 сентября 2011 года в ходе совместного распития спиртных напитков между Григоренко и Лыковым завязалась словесная перепалка, переросшая через короткий промежуток времени в драку, в результате которой Лыков не менее шести раз ударил Григоренко по голове металлической трубой, лежавшей в квартире на подоконнике. От этих травм потерпевший скончался на месте. Лыков похитил кошелёк убитого, в котором находилось 150 000 белорусских рублей, и покинул место преступления. Однако уже через несколько дней он был задержан сотрудниками милиции по подозрению в убийстве Григоренко и заключён под стражу.

### Суд и казнь
Изначально Лыкова обвинили лишь в убийстве Григоренко, однако, сидя в Гродненской тюрьме, преступник много общался со священнослужителями, после чего, по собственному признанию, решив «покаяться», сознался в четырёх других убийствах, в которых его ранее никто не подозревал, в том числе в убийстве Виктора Гладкого и его матери и убийстве в 2004 году гражданина Ф., который ранее числился как пропавший без вести. Лыков активно сотрудничал со следствием, показывал места преступлений и раскаивался в содеянном. Судебно-психиатрическая экспертиза признала убийцу вменяемым, хотя и отметила, что он страдает повышенной возбудимостью и агрессивностью. 25 ноября 2013 года Минский областной суд приговорил Эдуарда Лыкова к исключительной мере наказания — смертной казни через расстрел.
После вынесения приговора Лыков был переведён в Пищаловский замок, где находился в одной камере с другим убийцей, приговорённым к смертной казни, — Павлом Селюном. Лыков обжаловал смертный приговор в Верховном суде Беларуси, попросив заменить смертную казнь пожизненным заключением, однако 15 апреля 2014 года Верховный суд подтвердил смертный приговор Лыкову, оставив его прошение без удовлетворения. В ноябре 2014 года смертный приговор в отношении Эдуарда Лыкова был приведён в исполнение. 4 ноября стало известно о том, что был расстрелян Александр Грунов, приговорëнный к смертной казни за жестокое убийство студентки. Именно после известия о казни Грунова были высказаны предположения, что Лыков также был расстрелян, и они были подтверждены. БелаПАН направил запрос в Верховный суд. В ответе указывается, что осуждëнный Лыков обратился к Александру Лукашенко с ходатайством о помиловании.